# Dicranomyia (Dicranomyia) swezeyi
Dicranomyia (Dicranomyia) swezeyi is een tweevleugelige uit de familie steltmuggen (Limoniidae). De soort komt voor in het Australaziatisch gebied.